# Kostel svatého Martina (Ćwiklice)
Kostel svatého Martina z 15. století byl postaven v obci Ćwiklice, gmina Pszczyna, okres Pszczyna, Slezské vojvodství a náleží do děkanátu Miedźna, arcidiecéze katovická, je farním kostelem farnosti Svatého Martina v Ćwiklicích.
Dřevěný kostel je v seznamu kulturních památek Polska pod číslem 28/485 z 28. 4. 1948  a je součástí Stezky dřevěné architektury v Slezském vojvodství.

## Historie
První zmínka pochází z roku 1326. Kostel (současný) byl postaven na místě původního kostela. Dlouhou dobu se předpokládalo, že byl postaven na přelomu 16. a 17. století, avšak novodobé bádání pomocí dendrochronologie byla stanovena doba výstavby na období let 1464–1466. Ćwiklický kostel spolu s kostelem v Łaziskách jsou pravděpodobně nejstaršími dřevěnými roubenými kostely ve Slezsku. Kostel byl postaven v gotickém slohu, ale během doby prošel mnoha změnami. Přestavby byly provedeny v 18. století a následně na přelomu 19. a 20. století. V roce 2010 povodeň zničila základy a podlahu svatyně. Od roku 2010 probíhala rekonstrukce kostela do roku 2014. Restaurátorské práce na polychromiích pokračovaly do roku 2015.

## Architektura
Jednolodní orientovaná dřevěná roubená stavba je ukončena kněžištěm, ke kterému ze severní strany přimyká kruchta – dřívější sakristie. Z jižní strany byla přistavěna sakristie skeletové konstrukce. Loď kostela má čtvercový půdorys, na epištolní straně byla později přistavěna kaple. Střecha je sedlová krytá šindelem. Do západního průčelí je vsazená věž (čtvercový půdorys) sloupové konstrukce krytá bání s lucernou.

### Interiér
Výzdoba kostela pochází z poloviny 18. století. Uvnitř se nacházejí tři pozdně barokní oltáře. Hlavní oltář s obrazem patrona kostela sv. Martinem z Tours a dva boční oltáře zasvěcené Panně Marii a Ukřižování. V boční kapli  se nachází triptych z 15. století Panna Marie s Dítětem. Oltář pod věží je zasvěcen sv. Barboře. Dveře vedoucí do boční kaple jsou opatřeny zámky a kováním z 15. století. Rokoková křtitelnice má podobu anděla držícího urnu, rovněž ambon je rokokový.
Stěny kostela jsou zdobeny polychromií z konce 17. století, v kněžišti jsou výjevy ze života sv. Martina a obrazy apoštolů, v lodi jsou výjevy Utrpení Páně s obrazy apoštolů. V sedmdesátých letech 20. století byl zničen starý strop lodi, na kterém byla polychromie korunování Panny Marie. V době oprav a rekonstrukce kostela byly části tohoto obrazu nalezeny v podlaze věže. 26. ledna 2015 byla restaurovaná polychromie vrácena na původní místo.
Povodeň v roce 2010 přispěla k odkrytí krypty s ostatky 13 osob, která byla objevena při demontáži terakotové podlahy pod oltáři. Jedním zemřelým byl např. Mikołaj Kozłovski, zemřel 27. prosince 1670, majitel obce Ćwiklice. Také byly objeveny a restaurovány polychromie, které podle nápisů mohou být datovány do roku 1726.
Varhany z roku 1982 nahradily původní z roku 1880, které vyrobil varhanář Heinrich Dürschlag a které se nacházejí v Muzeu slezských varhan při Hudební akademii v Katovicích.

## Galerie

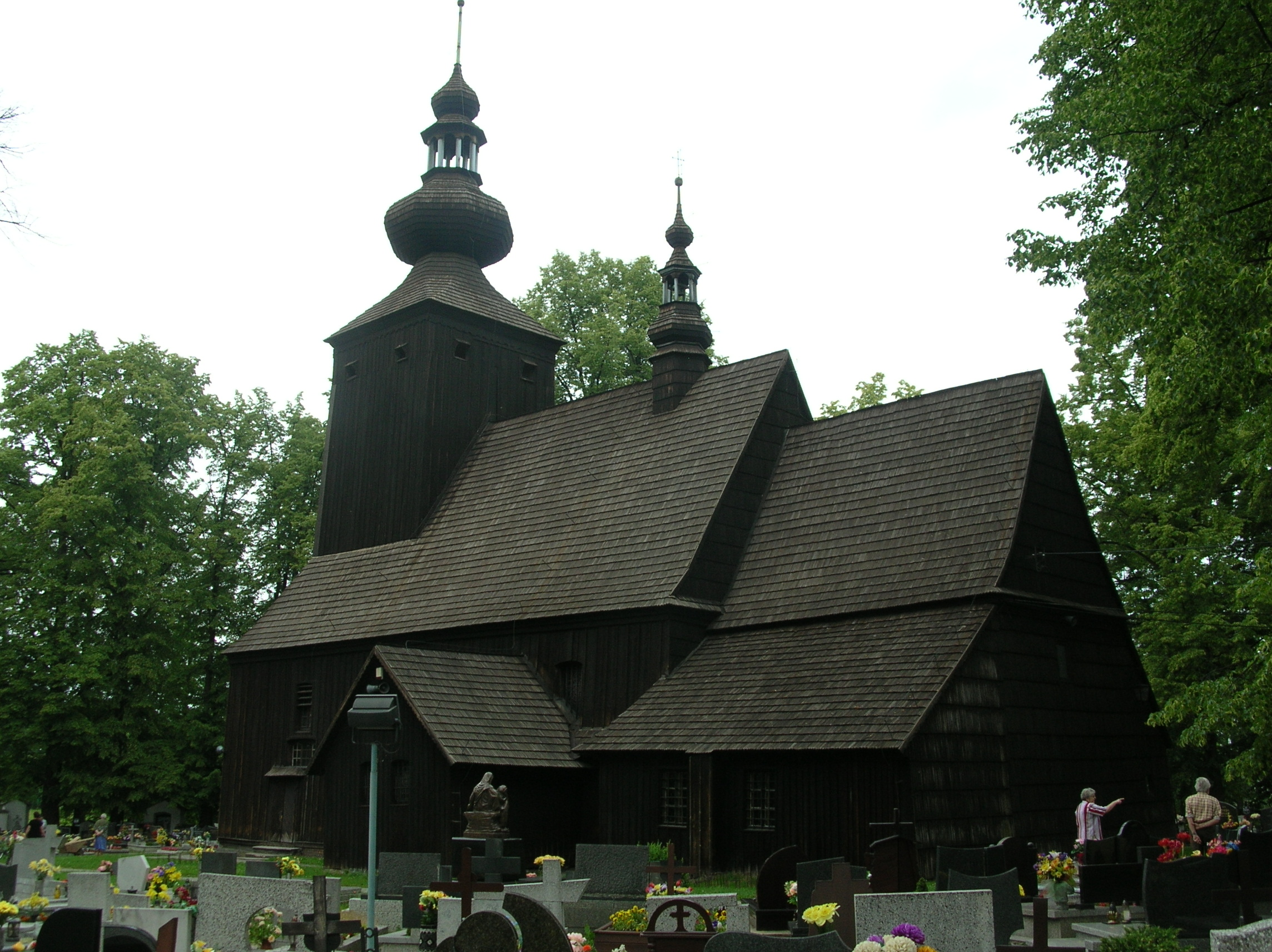
Pohled z jihovýchodu
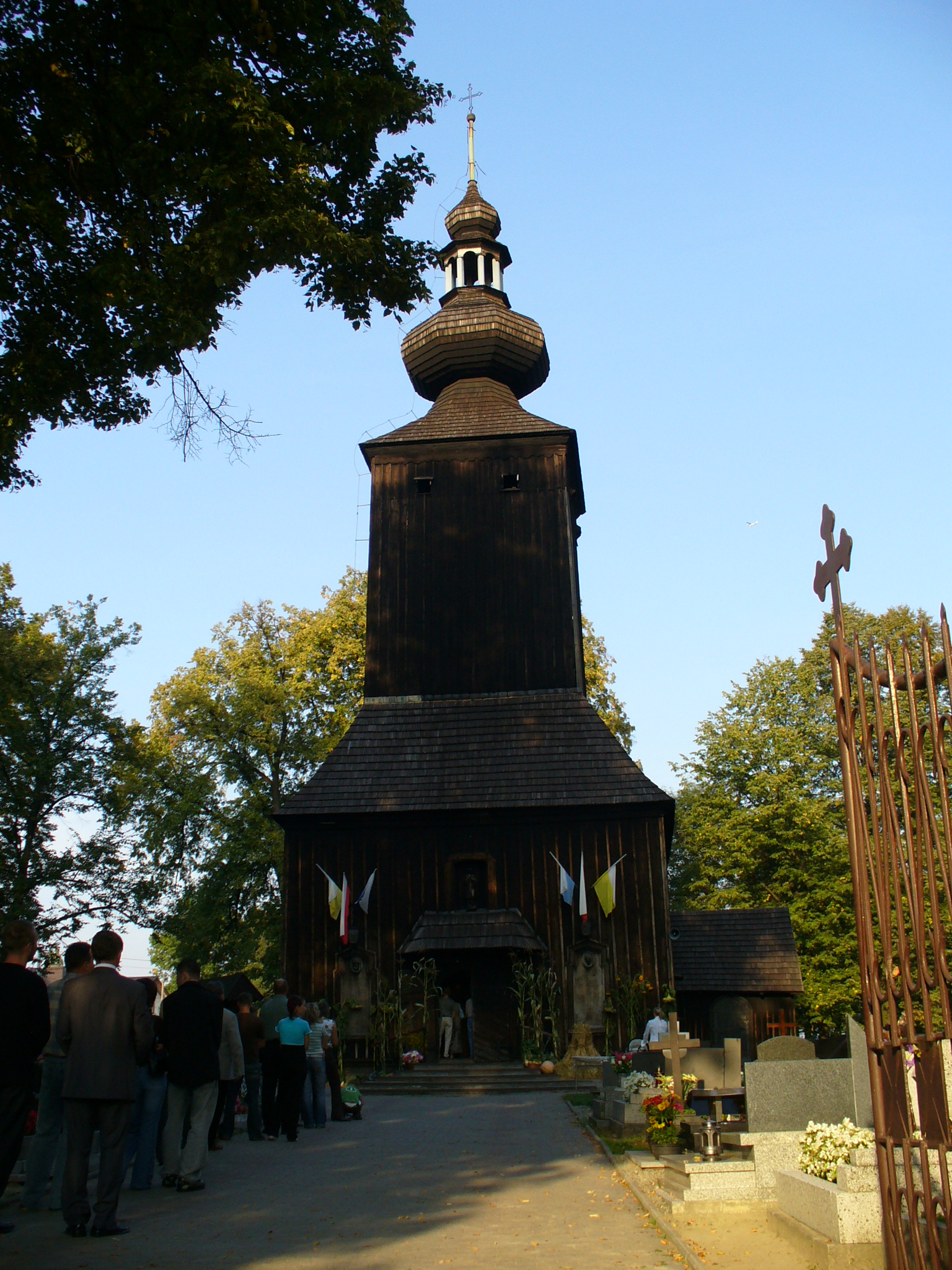
Věž
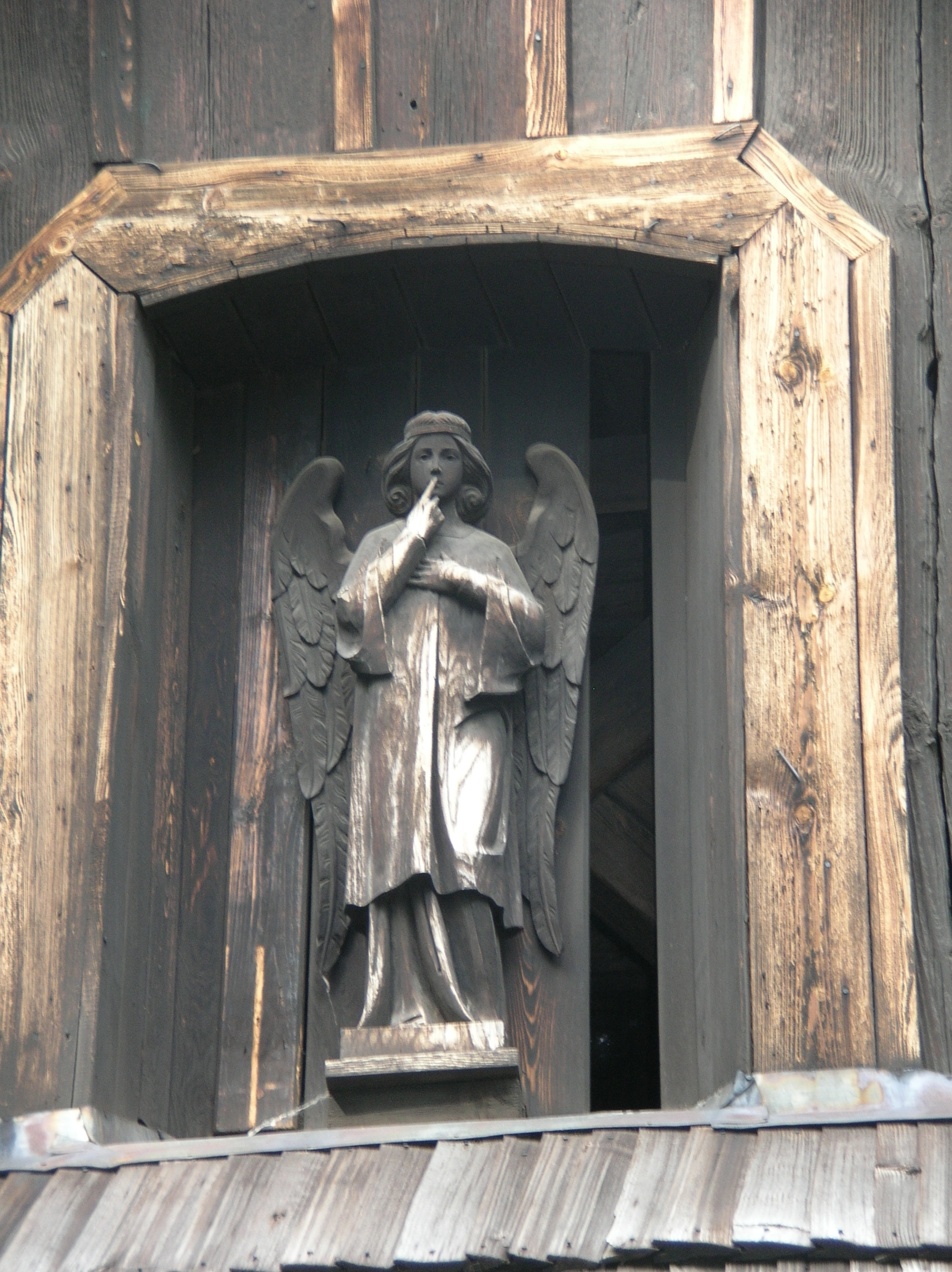
Nika nad vchodem do podvěží